# Schizopelma bicarinatum
Schizopelma bicarinatum är en spindelart som beskrevs av F. O. Pickard-Cambridge 1897. Schizopelma bicarinatum ingår i släktet Schizopelma och familjen fågelspindlar. Inga underarter finns listade i Catalogue of Life.